# غرسة القوقعة الصناعية
غرسة الأذن الوسطى أو القوقعة الصناعية، هي جهاز سمعي يزرع جراحيًا في الأذن الوسطى. تساعد الأشخاص المصابين بفقدان السمع التوصيلي أو الحسي العصبي أو المختلط على السمع.
تعمل غرسات الأذن الوسطى من خلال تحسين توصيل اهتزازات الصوت من الأذن الوسطى إلى الأذن الداخلية. هناك نوعان من أجهزة الأذن الوسطى: النشطة والخاملة. تتكون غرسات الأذن الوسطى النشطة (إيه إم إي آي) من معالج صوتي خارجي وغرسة داخلية تهز بنشاط هياكل الأذن الوسطى. تُعرف غرسات الأذن الوسطى الخاملة أحيانًا بالأطراف الاصطناعية البديلة العظمية الكاملة أو الجزئية. تحل محل الأجزاء التالفة أو المفقودة من الأذن الوسطى، مما يؤدي إلى إنشاء جسر بين الأذن الخارجية والأذن الداخلية، بحيث توصل الاهتزازات الصوتية عبر الأذن الوسطى وصولاً إلى القوقعة. على عكس غرسات الأذن النشطة، لا تحتوي غرسات الأذن الخاملة على إلكترونيات ولا يجري تشغيلها بواسطة مصدر خارجي.
غرسات الأذن الوسطى الخاملة هي العلاج الجراحي المعتاد لفقدان السمع التوصيلي، بسبب افتقارها إلى المكونات الخارجية والفعالية من حيث التكلفة. ومع ذلك، يجري تقييم كل مريض على حدة لمعرفة ما إذا كانت غرسات الأذن الوسطى النشطة أو الخاملة ستحقق المزيد من الفوائد. بشكل خاص إذا كان المريض قد خضع بالفعل للعديد من العمليات الجراحية مع غرسات الأذن الوسطى الخاملة.

## غرسات الأذن الوسطى النشطة

### المكونات
تتكون غرسة الأذن الوسطى النشطة
من جزأين: غرسة داخلية ومعالج صوت خارجي. يلتقط ميكروفون المعالج الصوتي الأصوات من البيئة. يقوم المعالج بعد ذلك بتحويل هذه الإشارات الصوتية إلى إشارات رقمية وإرسالها إلى الغرسة عبر الجلد. ترسل الغرسة الإشارات إلى محول الكتلة العائم (إف إم تي): وهو جزء اهتزازي صغير يجري تثبيته جراحيًا إما على إحدى العظيمات الثلاث أو مقابل النافذة المستديرة للقوقعة. يهتز محول الكتلة العائم ويرسل اهتزازات صوتية إلى القوقعة. تقوم القوقعة بتحويل هذه الاهتزازات إلى إشارات عصبية وترسلها إلى الدماغ، حيث يفسرها الدماغ على أنها أصوات.

### دواعي الاستعمال
صُممت غرسة الأذن الوسطى النشطة للمرضى الذين يعانون ضعف السمع الحسي العصبي الخفيف إلى الشديد، ولأولئك الذين يعانون ضعف السمع التوصيلي أو المختلط. يمكن استخدامها من قبل البالغين والأطفال فوق سن 5 سنوات.

#### فقدان السمع الحسي العصبي
تكون غرسة الأذن الوسطى النشطة مفيدة للمرضى الذين يعانون ضعف السمع الحسي العصبي الخفيف إلى الشديد والذين لديهم سلسلة عظمية سليمة وأذن وسطى سليمة، ولكنهم إما لا يستطيعون ارتداء المعينات السمعية وإما لا يستفيدون منها بشكل كافٍ.
تشمل أسباب عدم القدرة على ارتداء المعينات السمعية: حساسية عفن الأذن أو مشكلات الجلد أو قنوات الأذن الضيقة أو المنهارة أو المغلقة أو الأذنين المشوهين. في حالات ضعف السمع الحسي العصبي، يوصل عادةً محول الكتلة العائم بالسندان.

### الفاعلية/الكفاءة
أظهرت العديد من الدراسات أن غرسات الأذن الوسطى النشطة  متساوية أو متفوقة على كل من أجهزة السمع وغرسات التوصيل العظمي. استخدم لي  اختبار بي پي ماكس لدراسة وضوح الكلام لدى المرضى قبل وبعد تلقي غرسة الأذن الوسطى النشطة. استخدم جميع المرضى المعينات السمعية قبل الزرع. وجد الباحثون أن وضوح الكلام يتحسن مع غرسة الأذن الوسطى النشطة، لا سيما لدى المرضى الذين يعانون ضعف السمع المنحدر. دعم ايواساكي هذه النتائج، فقد وجدوا أن كل من وضوح الكلام ونوعية الحياة قد تحسنت بعد الزرع باستخدام غرسة الأذن الوسطى النشطة، المطبقة على النافذة المستديرة.
يمكن أن تقدم غرسات الأذن الوسطى النشطة أداءً سمعيًا محسنًا على غرسات التوصيل العظمي للمرضى الذين يعانون ضعف السمع المختلط. وجد موجالال أن المرضى الذين عولج ضعف السمع المختلط لديهم باستخدام غرسة الأذن الوسطى النشطة عانوا في التعرف على الكلمات وفهم الكلام بشكل أفضل في الضوضاء من أولئك الذين تلقوا غرسة التوصيل العظمي، شريطة أن يكون متوسط النغمة النقية للتوصيل العظمي (0.5 إلى 4 كيلو هرتز). أضعف من 35 ديسيبل.

## غرسات الأذن الوسطى الخاملة

### المكونات
غرسات الأذن الوسطى الخاملة (پي إم إي آي)، هي بدائل عظمية بديلة مصممة لاستبدال بعض أو كل السلسلة العظمية في الأذن الوسطى. تنشئ جسرًا بين الأذن الخارجية والأذن الداخلية، بحيث يمكن إجراء الاهتزازات الصوتية عبر الأذن الوسطى وصولاً إلى القوقعة.
هناك نوعان من  غرسات الأذن الوسطى الخاملة: غرسات طبلة الأذن وغرسات الركاب. غرسات الطبلة (المعروفة أيضًا باسم بي أو آر بي إس أو تي أو آر بي إس) مناسبة للمرضى الذين لديهم صفيحة قدم متحركة. صفيحة قدم الركاب تتحرك بالطريقة العادية. يمكن استخدام غرسة الطبلة الجزئية أو الكلية، اعتمادًا على حالة الركاب. إذا جرى إصلاح عظمة الركاب ولا يمكنها نقل الاهتزازات إلى الأذن الداخلية، فتستخدم غرسة الركاب.
تصنع غرسات الأذن الوسطى الخاملة من مواد مختلفة منها التيتانيوم والتفلون وهيدروكسيل اباتيت والبلاتين والنيتينول، وكلها مناسبة للاستخدام داخل جسم الإنسان. يمكن أن تخضع غرسات التيتانيوم بأمان إلى التصوير بالرنين المغناطيسي حتى 7.0 تسلا.